# Мирошниченко, Игорь Михайлович (политик)
И́горь Миха́йлович Мирошниче́нко (укр. Ігор Михайлович Мірошниченко; род. 20 февраля 1976, Лебедин, Сумская область) — украинский политический деятель националистического движения, спортивный журналист, телеведущий, комментатор и аналитик, член Политсовета ВО «Свобода», глава Сумской областной организации ВО «Свобода». Заслуженный журналист Украины (2006). Народный депутат Украины VII созыва (2012—2014), депутат Киевского городского совета (2015—2020).

## Биография
Окончил Лебединскую школу № 7. В 1993 году поступил в Национальный университет им. Тараса Шевченко. Первый опыт телеведущего И. Мирошниченко приобрёл на областном телевидении. С 1995 года работал на канале СТБ в программе «Вікна з Миколою Канішевським». Также он инициировал создание на СТБ спортивной редакции. Позже И. Мирошниченко работал на каналах «Интерньюз», УТ-1.
В 2004—2008 годах являлся пресс-секретарём Национальной сборной Украины по футболу.
С 2000 года И. Мирошниченко работал на телеканале ICTV. Вёл программу «Спорт» (награждена премией «Телетриумф» в 2006 году), руководил спортивной редакцией канала.
Мирошниченко является членом политсовета ВО «Свобода», главой Сумской областной организации ВО «Свобода». Избран народным депутатом на парламентских выборах в октябре 2012 года (4 номер в списке ВО «Свобода»).
10 декабря 2012 года доктор философских наук, профессор, руководитель Сумской городской организации ВО «Свобода» Иван Мозговой покинул партию «Свобода» в знак протеста против Игоря Мирошниченко.
В 2015 году избран депутатом Киевского городского и Сумского областного совета от ВО «Свобода».

## Взгляды

### О русском языке
19 марта 2013 года Мирошниченко оценил общение кассира с покупателями на русском языке как «оскорбление его человеческого достоинства».

### О событиях на Волыни в 1943
В ответ на то, что 148 народных депутатов Украины обратились в Сейм Республики Польша с просьбой признать Волынскую трагедию геноцидом польского народа, Мирошниченко отметил: 

Есть предатели, а есть лизоблюды, лакеи, слуги и прислужники. В контексте событий по Волыни в 1943-м и позиции Польши сейчас, не вижу никакой разницы между всеми КалЕсниченками, Мариновичами и наВозняками

## Бизнес
Является совладельцем ресторана De Kindrat в Киеве.

## Скандалы

#### Порча народного имущества
- 12 декабря 2012, после того как депутатов от партии «Свобода» не пускали в зал Верховной Рады, выломал дверь[7]

##### Нападение на левых активистов
4 декабря 2013 года со сцены Евромайдана прозвучал призыв «разобраться с коммунистами-титушками». Группа патриотов-националистов в присутствии народного депутата Украины от партии «Свобода» И. Мирошниченко разгромила палатку и жестоко избила активистов Конфедерации свободных профсоюзов Украины, пытавшихся вести социальную агитацию на Крещатике. Депутат тут же поведал, что готов лично «набить морду» каждому, кто будет заниматься «пропагандой ленинских идей». Одному пострадавшему сломали нос, другому — ребра, третий пострадал от слезоточивого газа. Никакой ответственности за это деяние И. Мирошниченко не понёс.

##### Разрушение памятника Ленину
В феврале 2013 года Мирошниченко вместе с другими «свободовцами» с помощью грузовика и стального каната снёс памятник Ленину в городе Ахтырка, Сумской области. По сообщению сайта МВД, Игорь Мирошниченко, пользуясь своей депутатской неприкосновенностью, лично залез на памятник и прикрепил трос. Из-за депутатской неприкосновенности его не судили, а его соучастников привлекли по статье УК Украины.

#### Инцидент сМилой Кунис
27 ноября 2012 года Игорь Мирошниченко в социальной сети Фейсбук написал под замечанием одного из пользователей «Хорошая девушка, хорошая актриса, а к тому же украинская» к фото актрисы Милы Кунис: «Она не украинка, а жидовка по происхождению. Этим гордится, и звезда Давида ей в руки. Только вот о стране, в которой она родилась, — ни слова и ни позитива. Поэтому считать её своей язык не поворачивается. Пусть любит себе Гамерику или Израиль и не надо её лепить к Украине!», имея в виду интервью актрисы о преследовании евреев, с которыми её семья, по её словам, столкнулась в Черновцах. Этим высказыванием Мирошниченко вызвал резонансную дискуссию в Сети, а затем и в украинском медиапространстве. Некоторые политики и организации на Украине и за рубежом обвинили свободовца в антисемитизме и призвали к сдержанности и извинениям.

#### Центр Симона Визенталя
Всемирная еврейская организация по борьбе с антисемитизмом «Центр Симона Визенталя» в опубликованном 28 декабря в США топ-10 личностей, которые занимают антисемитскую или антиизраильскую позицию, на 5-е место поместил Игоря Мирошниченко и лидера ВО «Свобода» Олега Тягнибока.

#### Случай в супермаркете
В марте 2013 года оскорбил кассира в супермаркете «Перекрёсток» за то, что она обращалась к нему на русском языке.

#### Избиение руководителяНТКУ
18 марта 2014 года совместно с членами ВО «Свобода» (в том числе известным актёром Богданом Бенюком) ворвался в офис НТКУ. Оказывая давление, а также применяя физическую силу (нанося удары по лицу, осуществляя удушение галстуком) по отношению к руководителю телекомпании Александру Пантелеймонову и сопровождая эти действия оскорблениями, заставил последнего написать заявление об увольнении. Подобные действия получили немедленное осуждение как со стороны общественности Украины, так и со стороны премьер-министра Украины Арсения Яценюка, и других украинских политиков. В дальнейшем Игорь Мирошниченко утверждал, что данные действия не являлись избиением.

#### Зелёнка для Мирошниченко
28 октября 2015 года около здания Печерского районного суда Киева неизвестный, представившись членом общественного объединения «Не молчи», плеснул в лицо Мирошниченко зелёнкой. Инцидент произошёл в перерыве суда по продлению ареста экс-депутату Верховной Рады Украины от «Свободы» Юрию Сиротюку. Нарушитель заявил, что Мирошниченко должен быть люстрирован и исключён из «Свободы», так как сотрудничал с Коммунистической партией. Мирошниченко заявил, что его обидчик является психически больным, который его давно преследует и угрожает: «Он в течение последних шести лет меня преследует. Он приходил ко мне домой, тыкал документы, и милиция запретила ему приходить ко мне домой. Он терроризировал наши офисы уже не один год и продолжает это делать… У него психиатрическая экспертиза во Львове, он лежал в психиатрической больнице в середине 90-х годов».

#### Драка в квартире бывшей жены
8 ноября 2015 года в Киеве был избит в квартире его бывшей жены Галины Мирошниченко Иваном Абрамовым, жившим с его бывшей супругой. По версии Ивана Абрамова, изложенной полицейскому, Мирошниченко нанес удар женщине коленом в живот, что переросло в драку между мужчинами. По версии Игоря Мирошниченко, он привез дочь в квартиру, где она проживает с его бывшей женой, а находившийся там мужчина набросился на него и избил. По словам Игоря Мирошниченко, избиение продолжалось не менее 10-15 минут. По версии бывшей жены, Мирошниченко, когда привёл ребёнка, находился в возбуждённом эмоциональном состоянии, оттолкнул её и учинил скандал, переросший в драку.

#### Фекалии для Мирошниченко
20 апреля 2016 года активист общественной организации «Не молчи» Орест Гаранджа облил фекалиями депутата Киевского городского совета Игоря Мирошниченко на заседании комиссии Киевсовета по вопросам экологической политики. Мирошниченко отметил, что Гаранджа неоднократно провоцировал его на встречные действия и унижал его достоинство. Позже в коридоре Киевсовета между Гаранджой и Мирошниченко произошла драка.

## Личная жизнь
Женат на украинской телеведущей Яне Левицкой. Событие состоялось 16 января 2016 года. 3 мая 2017 года у пары родился сын Маркиян.